# ギュスターヴ・モアニエ
ギュスターヴ・モアニエ（Gustave Moynier 1826年9月21日-1910年8月21日）は、スイス出身の法学者。ジュネーブを拠点に数多くの慈善団体の活動にかかわり、なかでも赤十字国際委員会の創設と発展に極めて重要な役割を担った。歴代最長の42年間会長を務め、「赤十字の育ての親」とされる。
万国国際法学会の創設者のひとりであり、戦争の法規慣例の定義に尽力した国際刑事裁判所構想の先駆者のひとりとしても知られる。「ギュスターブ・モワニエ.」などとも表記される。

## 経歴

### 幼少期 - 学生時代 - 結婚
1826年9月21日、父ジャック=アンドレ・モアニエと、母ロール・モアニエ（旧姓デオナ）の長男として、スイスのジュネーブで生まれた。兄弟はおらず、モアニエ家の一人っ子だった。父ジャック＝アンドレは、17世紀に宗教的迫害からジュネーブに逃れてきたフランス南部ラングドックの地方貴族の末裔で、父親が創業した時計工場「モアニエ・エ・フィス（モアニエと息子たち）」社の跡を継いでヨーロッパ各地で商いをしており、ギュスターヴが生まれたとき、生家は裕福であったという。生家があったバス・デザルマン＝ドゥシュ37番地（21世紀現在のラ・コンフェデラシオン通）は、時計や宝飾品や法蝋細工などを手掛ける職人や肉体労働者が住む下町で、商業の中心地であった。ジャック＝アンドレは積極的に息子に仕事を手伝わせたため、ギュスターヴは幼少期から父とともに4度パリへ旅行した。
父ジャック＝アンドレは時計事業と並行して政界に進出し、リベラル派「第三党」の所属議員として、1843年12月13日には州政府の議員にも選出されている。
幼少期のギュスターヴ・モアニエは、有名私学であったプリヴァ校に通い、入学当初にはクラスを再履修したものの、最終的には優秀な成績を収めた。並行して両親の友人であったプロテスタント牧師バルテルミ・ブーヴィエから宗教の教えを受け、やがてキリスト教カルヴァン主義の伝統を受け継ぐジュネーヴ学校（カルヴァン学校）に入学した。1842年、16歳でジュネーヴ学校を退学すると、大学への入学が認められる20歳になるまで、ジュネーヴ・アカデミー高校に在籍し、20歳の時に芸術で修了証書を授かった。
高校卒業当時のギュスターヴは将来について特に希望もなく、父親の勧めのままジュネーヴ大学法学部への進学を決めていた。実業家であるとともに政治家でもあった父親は、息子が法学を学べば政治家の道が拓けると期待していたものと思われる。しかし、1846年8月から10月、ギュスターヴが大学入学前にドイツ語に磨きをかけるべく単身でドイツのハイデルベルグに赴き夏季休暇を過ごしていた最中の1846年10月6日から9日、ジュネーブでは急伸革命が勃発し、モアニエ家が属する裕福な中産階級は、貴族階級とともに権力を失い、ギュスターヴの父ジャック＝アンドレは10月9日に議員辞職を余儀なくされる。身の危険を察した両親はアヌシーの知人を頼ってフランス・パリに逃亡し、この報を受けてギュスターヴもパリへと向かい、両親と再会した。
同1846年から1850年にかけて、ソルボンヌ大学に入学し、法学を学ぶ。学業の傍らパリの文化、とくに演劇に親しみ、パリ在住のジュネーブ人と交流する中で、後に生涯の伴侶となるファニー・パッカールと知り合う。銀行家バルテルミ・パッカールの娘であった。
モアニエの学業成績は優秀で、卒業時には2本の学士論文を提出し、1850年3月1日に受けた学士論文の口頭試問では最高点を取っている。同年7月ジュネーブに戻り、自らの論文『ローマ法における禁止諸条項』に関する口頭試問を受けて弁護士資格を取得し、グオ・オデウ法律事務所で実務研修を始めた。しかし、この論文は法曹界全体ではさほど評価されず、モアニエは厳しい自己批判に直面した。その結果、モアニエは法律を学問に終わらせず、生きた人間の福祉のために役立てることに自らの天職を求めていくようになる。

### 福祉活動のはじまり

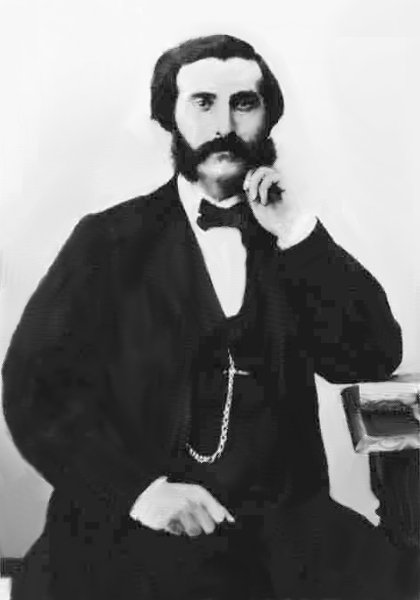
若き日のギュスターヴ・モアニエ

1850年12月29日、見習い工を支援する扶助協会の会員となり、ほどなく書記職を経て事務局長に就任する。
1851年9月16日、グオ・オデウ法律事務所での実務研修を中途に辞職し、知人の業務代理店の法律顧問に就職する。その後、いくつかの職を転々とするが、1854年に鉄道会社の会計係と火災保険会社の外交員の仕事を辞したのを最後に、給与を得るための仕事に就くことはなかった。
1855年2月15日、ジュネーブ公益福祉協会の会員となる。協会の代表として、1856年9月15日から20日にかけてブリュッセルで開催された国際福祉大会に参加し、1857年12月10日には31歳で会長に選出された。1858年、モルニエを編集責任者として、『ジュネーブ公益福祉協会会報』第1号を発行する。
1862年、アンリ・デュナンが自費出版した『ソルフェリーノの思い出』で述べた「人道の組織化と成文化」の実現に高い関心を抱き、モアニエはその年11月にデュナンと会見する。しかしデュナンは、自らの著書の中で提案した国際組織や国際法について、なんら具体化する案を詰めてはいなかった。そこでモアニエは、デュナンの主張をジュネーブ公益福祉協会で議題として取り上げることを提案し、デュナンはこれを承諾、公益福祉協会に入会するはこびとなる。

### 赤十字国際委員会の創設

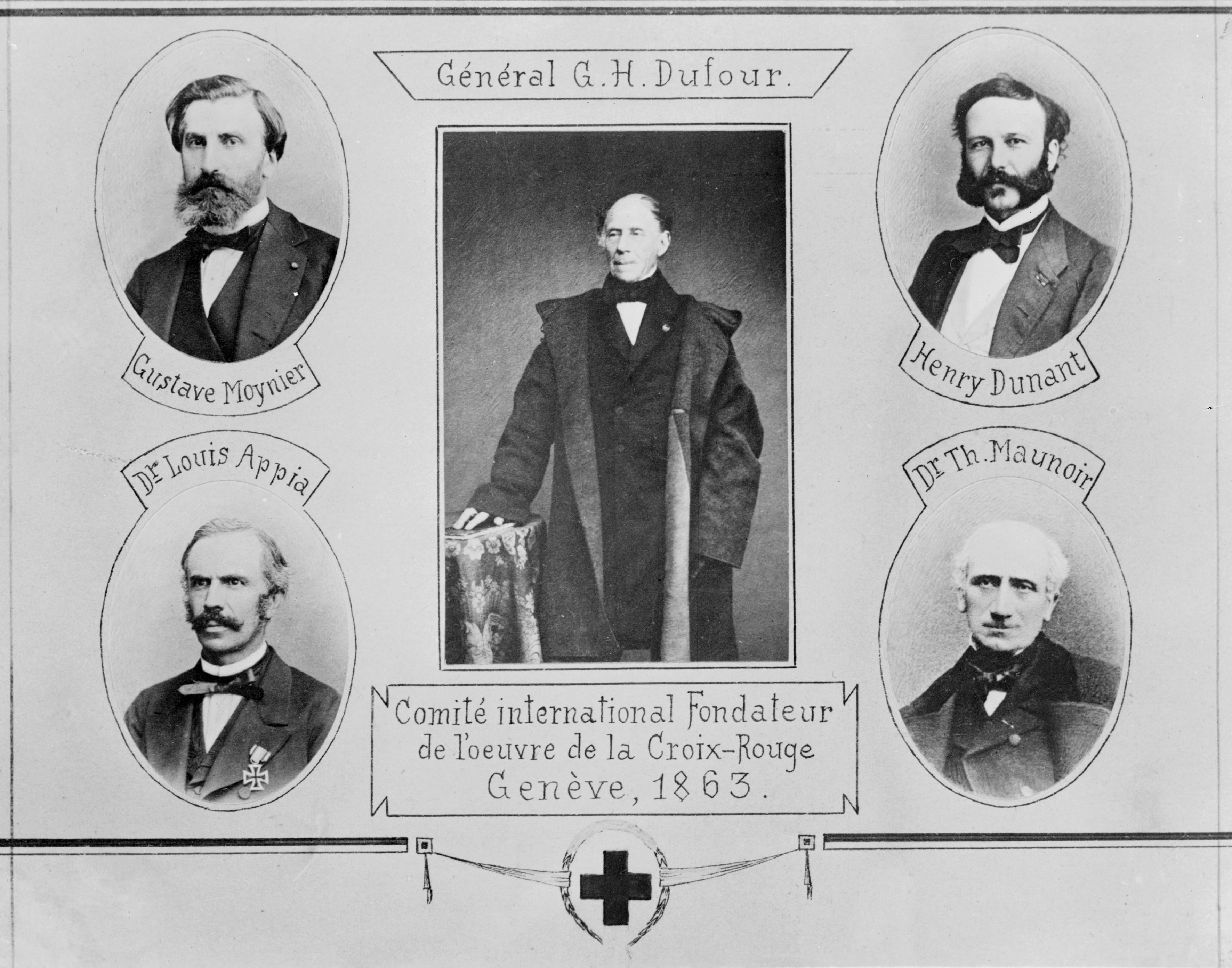
5人委員会（モアニエは左上）

1863年2月、モアニエ自らが議長を務め、当時のスイスで国家的英雄とみなされていた陸軍の将軍ギヨーム・アンリ・デュフールを委員長に迎えて、デュナン、軍事医学の大家と呼ばれた外科医師のルイ・アッピア、同じく外科医のテオドール・マウノワールの5人による「国際負傷軍人救護常設委員会（通称「5人委員会」）」をジュネーブで結成した。同年9月にベルリンで開催される国際福祉学会に提出する草案作成のため、モアニエからデュナンの案を提示されたジュネーブ公益福祉協会が、この草案の起草委員会として5人を任命したもので、デュナンの主張する「戦闘中の負傷者を敵味方の区別なく救護するための組織の創設」の妥当性を調査するための機関でもあった。1863年2月17日、この5人委員会の最初に開かれた本会議で、これを恒久的な委員会をしてゆく方針が決定され、後の1867年に誕生する赤十字国際委員会（ICRC）の母体となった。1863年2月17日は、後年の赤十字国際委員会によって「赤十字誕生の日」とみなされている。
赤十字の組織創設をめざし、デュナンが自著を配布して遊説に努めた一方、モアニエは国際会議の開催を提案した。1863年10月26日からの4日間、ヨーロッパの14か国から代表者36名が集う国際会議が開催され、5人委員会が用意した原案に基づく審議が行われた。ここでモアニエは議長を務め、採択された「赤十字規約十カ条」に基づいて1年以内にプロシア、フランス、デンマークなど10カ国で赤十字の母体となる救護団体「負傷軍人救護協会」が組織された。
1864年3月13日、デュフールが名誉総裁に退き、モアニエが赤十字国際委員会総裁に選出される。

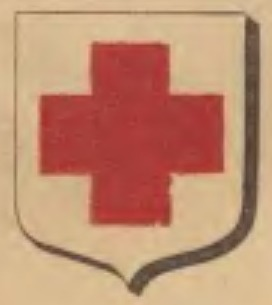
「赤十字の標章」1864-1868年

さらに翌1864年、スイス政府の主催した国際会議で16カ国の政府代表者26名が集った。モアニエは、デュフール、レマン医学博士とともにスイス全権大使として外交会議に挑み、デュフールが議長をつとめ、モアニエが主導し、5人委員会の準備した条約草案が最初のジュネーブ条約「戦地軍隊ニ於ケル傷者及病者ノ状態改善ニ関スル1864年8月22日のジュネーブ条約」が締結され、白地に赤十字を描く「赤十字の標章」が正式に承認されることとなった。事実上、モアニエのペンから生まれた条約であった。
1867年、アンリ・デュナンは、社長としてアルジェリアで行っていた事業の失敗から、自身が理事に就任し、自身の他の事業の転売先ともなっていたジュネーブ信託銀行の倒産を招き、莫大な負債を負って破産宣告を受けた。経営破綻の主な原因はデュナンにあったことから、その信用と名声は地に墜ち、デュナンは赤十字国際委員会書記の辞任を申し出た。これに対し赤十字国際委員会は、デュナンの悪評が赤十字全体の活動に影響することを危惧し、書記職のみでなく委員会委員も辞任することを了承した。デュナンは赤十字国際委員会から事実上追放されたかたちとなり、創設の功労者であるデュナンへのこの対応については総裁のモアニエを冷徹と批判する歴史家が多い一方、発展途上にあった赤十字を守るためのやむなき対応とみる見方もある。
モアニエは1884年9月の第3回赤十字国際会議までは自ら会議を主導し、議長役を担ったが、国際会議で赤十字国際委員会の指名と行動規範が定義されるに到る1887年9月の第4回赤十字国際会議では、名誉議長だった。その後の国際会議は1892年にローマで、1897年にウィーンで、1902年にサンクトペテルブルグで開催され、いずれもモアニエ自身は不参加であったが、敬意を表して毎回必ず名誉議長の称号がモアニエに贈られている。
1868年1月、パリにおいて「平和連盟」創始者のひとりとなる。

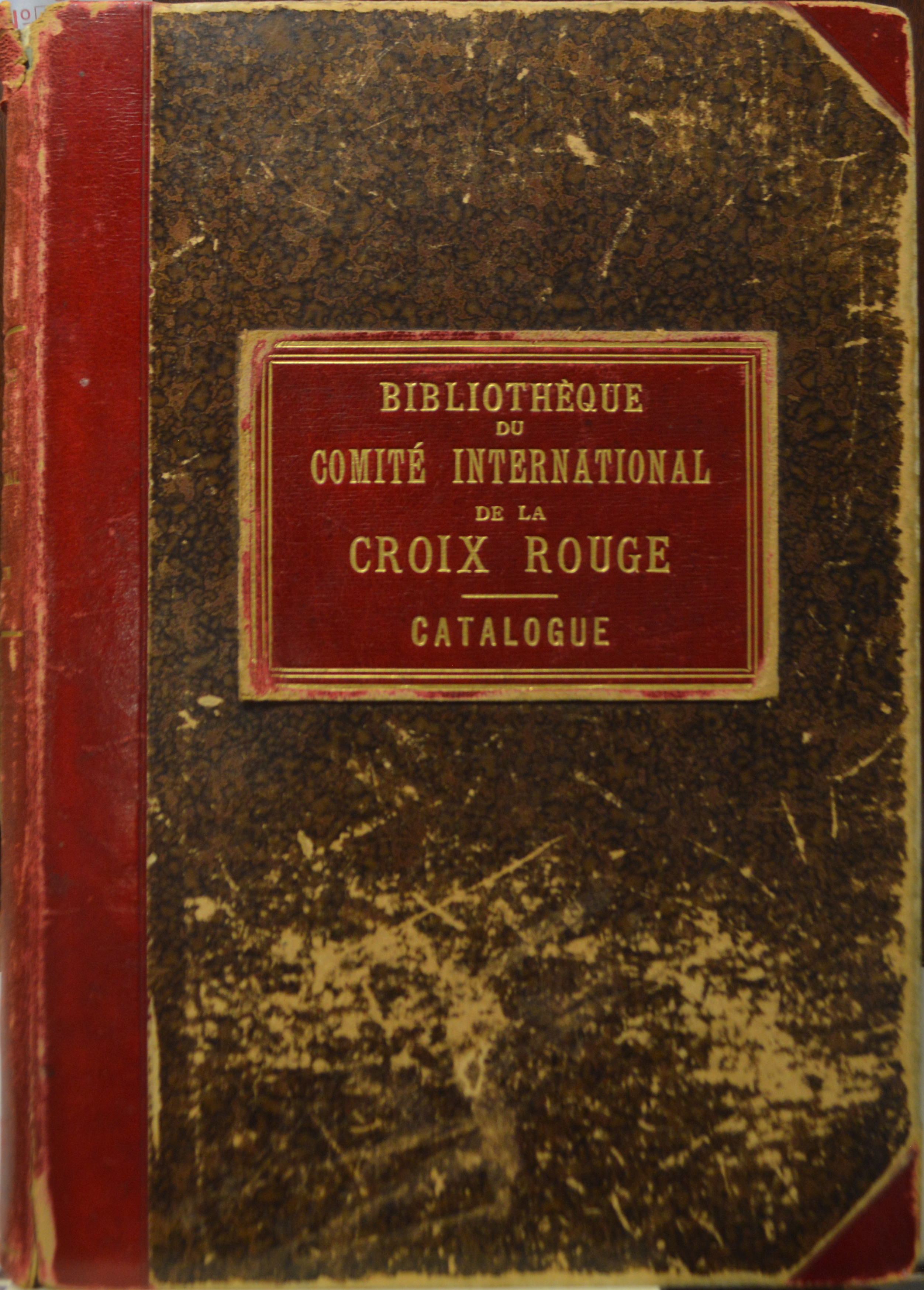
国際赤十字社紀要 GustaveMoynier

1869年10月、『国際赤十字社紀要（Bulletin international des Societes de la Croix-Rouge）』第1号を皮切りに、年4回発行される本誌の編集主幹となる。1898年10月11日にモアニエの業務量を軽減するために後任が充てられるまで、ほぼすべての編集作業をモアニエが担当した。また、ジュネーヴ新聞へ定期的に送る『赤十字通信』もほぼすべてモアニエが自身で行っていた。
1872年3月16日、各国中央委員会に宛てた書状で、モアニエは各国の救護社に「赤十字社」と標準名とすることを提案する。オランダ王国救護社の命名に倣った提案であった。
1864年から1904年にかけての40年間の赤十字国際委員会の事業は、主要な事業すべてにモアニエが主導的に関わり、モアニエの事業と呼んでも過言ではなかった。会議の招集、議長、草案準備から問い合わせ対応にいたるまですべてモアニエが担い、自らの出版物を通して公共利益の基本原則を訴え、その普及に努めた。1910年に他界するまで赤十字国際委員会の総裁の任を全うし、ほぼ独力で赤十字国際委員会の発展に必要であった法的・理論的基盤を具現化したことで、赤十字の理念を提唱したアンリ・デュナンが「赤十字の父」と呼ばれるのに対し、「赤十字の育ての親」と呼ばれている。

### 国際法の整備
1872年、モアニエは、国際法分野でとくに著名な専門家で組織する恒久的機関の創設を提案した。国際法に関する世界初の学術誌『国際法・比較法学評論』を主幹したロラン＝ジャックマンらが賛同し、万国国際法学会は速やかに創設され、1873年9月8日～10日にかけてベルギーの都市ヘントで開催された学会において、新たな国際機関の定款が採択された。国際法を発展させようと考えたモアニエの計画は、赤十字内部ではうまく議論がすすまなかったため、独自に動いたものである。1871年以降のモアニエは赤十字では新たな試みよりも達成されたものを守ることに注力し、社会福祉家であり法律家としての手腕は万国国際法学会で発揮することとなった。
1877年にチューリッヒで開かれた万国国際法学会総会においては、露土戦争で発生した違法行為に対し『戦時国際法-交戦国および報道機関への訴え』と題した声明文の草案を提出、満場一致の承認を受け、国際条約を遵守させる唯一の手段としての軍隊マニュアルを起草する役割を担う。モアニエは1874年の「ブリュッセル宣言」や、各国の採用する軍事規範、リンカーンが南北戦争中に公布した「リーバー規則」などに基づき、戦争の法規慣例『陸戦法マニュアル』を執筆した。このマニュアルは、1880年9月、イギリス・オックスフォードで開催された万国国際法学会で採択され、『オックスフォードにおける戦争の法規慣例に関するマニュアル』（通称『オックスフォード提要』）とよばれる。このマニュアルは、各国にその遵守を義務づける根拠とはならない学術書であったが、陸戦法の原理を定めるものとして多くの国々が自国軍の軍規を起草する際に採用し、モアニエの提案のいくつかは1899年第1回万国平和会議で採択された『陸戦の法規慣例に関する条約』（通称『ハーグ陸戦条約』）にも影響を与えた。

### アフリカとの関わり
戦時国際法の起案に取り組んでいた同じ頃、モアニエは1877年6月18日～23日にかけては、ブリュッセルで開催された第1回目の国際アフリカ協会の会議に、中央アフリカの探索と文明化に関するスイス委員会の代表として参加している。この委員会は、神学者L・H・ドゥ・ラ・アルプ教授の進言によりジュネーヴ地理学会が設立したもので、モアニエは委員長ではあったもののアフリカでの経験は皆無であったことから、討議には参加せず、唯一、国際アフリカ協会の紋章として採択されていた赤十字に酷似した紋章に反対を表明したのみであった。
1879年、モアニエは、国際アフリカ協会の活動の広報をねらった『アフリカ探検と文明化（L’Afrique explore et civilisee）』を創刊し、その後1889年に後任に引き継ぐまで、10年間本誌の発行に携わった。モアニエは誌面において反奴隷制の見解を示し、これにより1886年にイギリスおよび海外反奴隷制協会の通信会員に任命された。
この前年の1885年5月29日、ベルギー国王レオポルド2世により、コンゴ自由国の樹立が宣言されている。レオポルド2世の主張は、国際アフリカ協会の掲げる「被植民地人の文明化の使命」を強調し、奴隷制の廃止の文脈で論じる博愛主義的なものであったが、実際には植民地からの搾取政策を隠す口実でしか無かった。しかし、モアニエは、1887年7月9日、フランス学士院で、『法的に見た「コンゴ自由国」の礎』と題した講演でレオポルド政権を讃え、独立国家コンゴ自由国の基盤は慈善行為で、過去にヨーロッパがアフリカに対して行った侵略行為への償いと表現し、1890年5月22日にはスイスのコンゴ自由国総領事に任命された。モアニエ自身は生涯アフリカに足を踏み入れた形跡はなく、その現実を見る機会のないままレオポルド2世の宣言した人道主義的な文明化の可能性を最後まで信じていたと思われる。結果としてこのベルギーの植民地事業に加担し、その宣伝者となってしまったことは、モアニエの生涯における汚点と評されている。

### 晩年 - 後世の評価

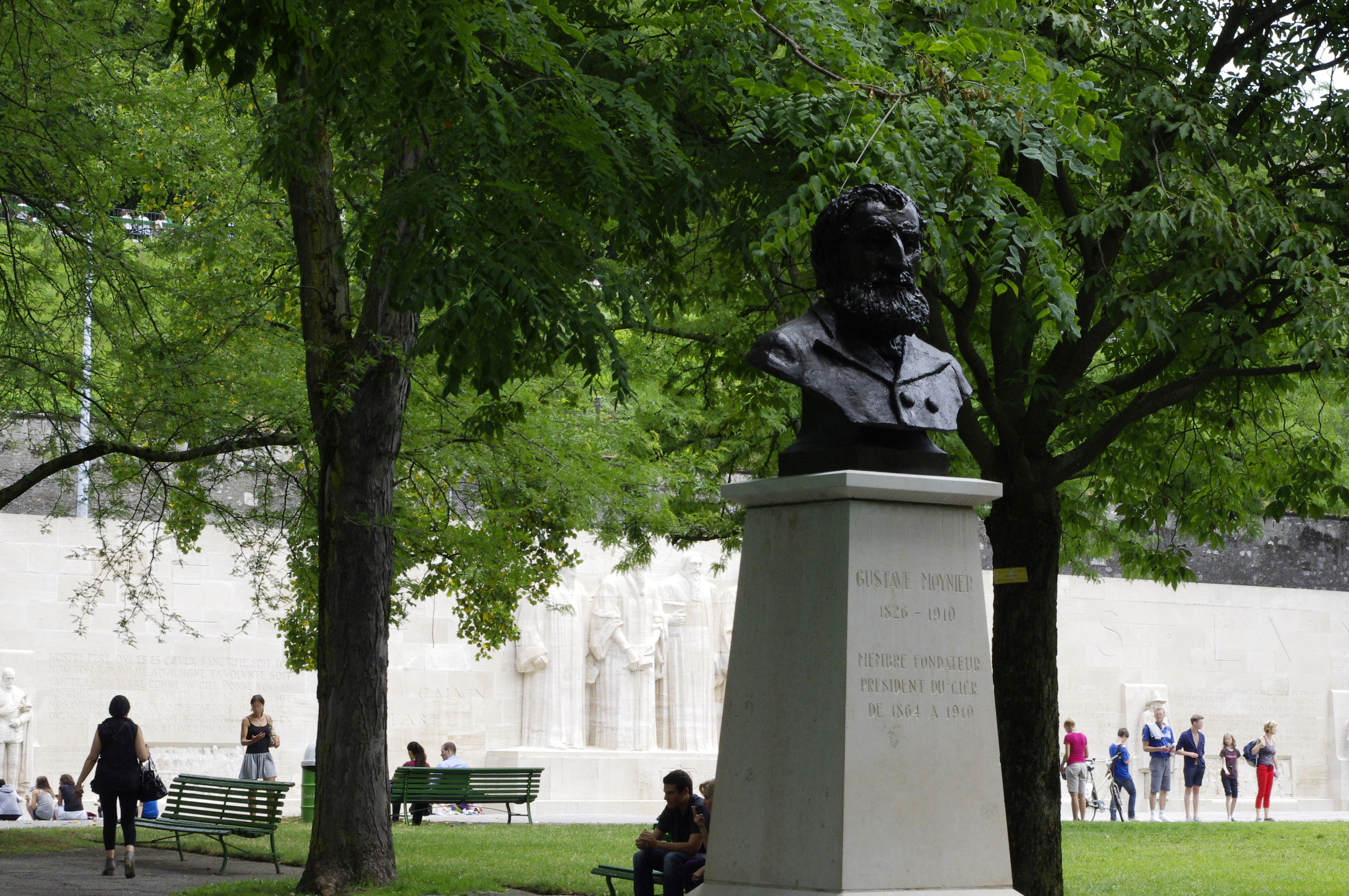
Genf 13 G-Moynier

1904年から健康上の理由で隠居生活に入り、1月にコンゴ自由国総領事を辞任。モアニエは総領事辞任後も名誉総領事として慰留され、終身その職にとどまった。同年3月には副総裁で従弟のアドールに実質的に赤十字国際委員会の総裁職を引き継ぎ、終身総裁に任命される。その後も1906年6月11日～7月6日に開催されたジュネーブ条約改定会議では名誉議長に選出されるなど、各界で敬意を払われた。1910年8月21日、死去。
モアニエの功績をちなみ、ジュネーブの外交地区セシェロンのある通りは「ギュスターヴモアニエ通り」と名付けられ、その近くのモンルポ公園の一部はモアニエ公園として知られる。また、ジュネーブ大学に隣接するパルクデバスティオンにモアニエの像が立つ。

## 人物
1887年9月、第4回赤十字国際会議に出席したモアニエの印象が、赤十字国際委員会の機関誌や、日本赤十字社代表の通訳として同行していた森鴎外の日記に紹介されている。
モアニエの性格は、沈思黙考し、考えたことが多くの場合すぐに行動に結実する、組織においてはボス的な存在であった。国際法研究所には、モアニエが研究所の名誉所長に指名された際に捧げられた賛辞が資料として残り、モアニエの性格をよく物語るものとみられている。

## 著書

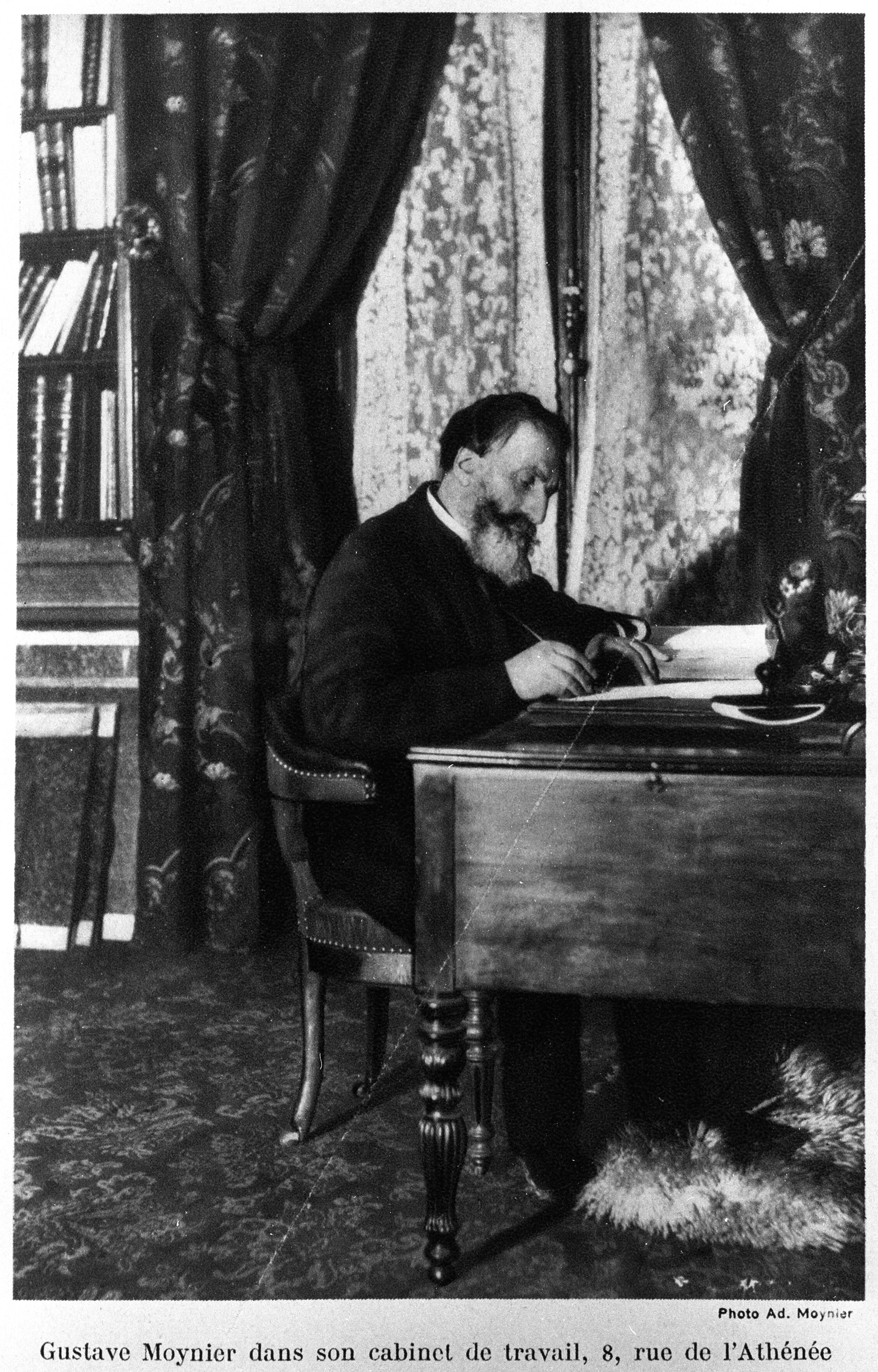
書をしたためるギュスターヴ・モアニエ

生涯で64冊の著書を出版した。主な著作を挙げる。
- 『戦争と仁恵（La guerre et la charite）』ルイ・アピアとの共著、1867年
- 『赤十字―その過去と未来（The Red Cross’ its Past and its Future）』1882年
- 『「ジュネーヴ条約」改定に関する研究』1898年

## 家族
1851年、ソルボンヌ大学時代からの恋人ファニー・パッカールを妻に迎えた。結婚式は1851年6月14日にフェルネのプロテスタント教会で挙行され、妻との間に生涯で5人の子を儲けた。うち3人の子は幼くして他界し、成人したのは1860年9月26日に生まれた長男アドルフ・モアニエ誕生（第一子）と、1863年9月14日に生まれた長女ロール・モアニエ誕生（第三子）のみであった。アドルフとロールはともに1883年にそれぞれ結婚し、孫は合わせて6人生まれた。
晩年に撮影されたモアニエの写真は、ラテネ通の自宅やセシュロンにある別邸「ヴィラ・モアニエ」や「ラ・ペジーブル」において子どもや孫とともに撮影されたものが多い。